# Zemský hřebčinec Písek
Zemský hřebčinec Písek s.p.o.  je státní příspěvková organizace, který se zabývá chovem koní. Areál hřebčince má od 1. července 2010 status Národní kulturní památka České republiky. Byl vystavěn na přelomu 19. a 20. století. První plemenní hřebci sem byli umístěni v roce 1902 a od té doby se datuje historie chovu koní v Písku. Písecký hřebčinec je jedním ze tří posledních organizací, které mají na starosti chov koní (těmi dalšími jsou Národní hřebčín Kladruby nad Labem a Zemský hřebčinec Tlumačov.

## Historie
Písek býval posádkovým městem a přítomnost vojska vyžadovala také přítomnost hřebčince. Prvním armádním stanovištěm hřebců byl od roku 1811 Švantlův dvůr u bývalého Měšťanského pivovaru. Jeho poloha blízko středu města však neumožňovala jej rozšířit, a proto byl v roce 1902 vybudován nový hřebčinec na okraji města směrem na České Budějovice. Hřebčinec byl v letech 1901–1902 vystavěn podle návrhu architekta Františka Skopalíka. Chod hřebčince zajišťovala armáda až do roku 1924, kdy přešel plně do civilní správy. Jeho úkolem bylo vždy zabezpečovat plemenné hřebce zprvu pro armádní či zemědělské účely, až ke koním pro sportovní využití se skokovým a drezurním potenciálem. Hřebci byli zajišťováni dovozem jak mohutných teplokrevných plemen oldenburských, hannoverských či anglonormanských, tak i chladnokrevných hřebců belgického a norického původu. Hřebčinec samozřejmě využíval i hřebečky z domácího chovu, k čemuž sloužila například hříbárna v nedalekém Novém Dvoře, která byla založena v roce 1878. V roce 1948 přibyl objekt v Humňanech, dodnes sloužící pro testaci a odchov hříbat.
Hřebčinec zůstával až do roku 1960 samostatným státním podnikem, než docházelo k následným změnám jeho začlenění:
- od roku 1961 byl začleněn pod Státní plemenářskou správu,
- od roku 1966 byl začleněn do Plemenářského podniku Veselí nad Lužnicí,
- od roku 1973 byl začleněn do Plemenářského podniku Kladruby nad Labem
- od roku 1989 byl začleněn do Plemenářského podniku Netolice
- od roku 1991 se stává samostatným odštěpným závodem Státního plemenářského podniku Praha
- od roku 1993 se stává opět samostatným státním podnikem,
- od roku 2015 se stává státní příspěvkovou organizací.

Z píseckého chovu pocházel i kůň Ardo, který stál modelem sochaři J. V. Myslbekovi, když modeloval Pomník svatého Václava zdobící pražské Václavské náměstí. Jedna z Myslbekových studií dnes stojí také na nádvoří hřebčince.

## Areál hřebčince
Areál současného hřebčince vznikal s ohledem na požadavky na zdravé ustájení plemenných hřebců. Nachází se zde tedy především vzdušné, prostorné a světlé stáje, krytá i otevřená jízdárna, inseminační středisko, izolační stáj. Dominantou areálu je honosná správní budova s byty, která je ,stejně jako celý komplex budov, z režného zdiva se secesními detaily.